# Halichoeres leucoxanthus
Halichoeres leucoxanthus Randall & Smith, 1982 è un pesce di acqua salata appartenente alla famiglia Labridae.

## Distribuzione e habitat
Proviene dalle barriere coralline dell'oceano Indiano, in particolare del mare delle Andamane. Nuota fino a 60 m di profondità, anche se di solito non scende al di sotto dei 50, in zone con fondali sabbiosi.

## Descrizione
Presenta un corpo allungato, leggermente compresso sui lati e con la testa dal profilo appuntito. La sua colorazione è bianca sul ventre e gialla sul dorso e sulle pinne, che possono presentare piccole macchie nere; non è confondibile con altre specie del suo genere.
La lunghezza massima registrata è di 12 cm.

## Comportamento
Spesso nuota in banchi, composti di solito da pochi esemplari.

## Conservazione
Questa specie viene classificata come "a rischio minimo" (LC) dalla lista rossa IUCN perché viene talvolta catturata per essere allevata in acquario ma non sembra essere minacciata da particolari pericoli.